# Cae la noche tropical
Cae la noche tropical es la octava y última novela del escritor argentino Manuel Puig. Fue publicada por la editorial española Seix Barral en 1988, dos años antes de la muerte del autor. 

## Descripción
Las protagonistas hacen uso de una práctica discursiva socialmente desprestigiada, a la que Puig le saca todo el jugó en su ejercicio literario: el chisme. Puig vuelve a utilizar esos recursos literarios, que fueron usados en sus dos primeras novelas, La traición de Rita Hayworth (1968) y Boquitas pintadas (1969).

## Sinopsis
La historia es contada por Luci, una anciana argentina que vive en Río de Janeiro, y Nidia, su hermana, que está de visita tras la muerte de su hija, y para aprovechar la influencia positiva del clima carioca en sus problemas de presión arterial. Nidia interroga constantemente a su hermana y ambas argumentan, imaginan y hasta se censuran por decir algo que no corresponde. Chismorrean con una ambivalente mezcla de tierno carisma e inútil abyección, ocupadas y a veces preocupadas por la vida de su vecina y los demás personajes que las rodean. A la par de la trama de la vecina, ambas hermanas exploran sus satisfacciones e insatisfacciones sobre la vida, sus vínculos pasados y presentes, el pasado y el futuro y la posibilidad de llevar una vida plena.

## Adaptaciones
En 2018 fue adaptada al teatro por parte de Santiago Loza y Pablo Messiez, quien también hizo la dirección inicial, en el Teatro San Martín de Buenos Aires. Leonor Manso interpreta a Nidia y la dirección de las puestas sucesivas al estreno, Ingrid Pelicori y Eugenia Guerty se alternan el rol de Luci y Guerty, Fernanda Orazi y Carolina Tejeda se rotan en el de Silvia. La puesta recibió elogios de la crítica y del público. Desde su estreno, estuvo en distintas salas de Argentina, Uruguay y Estados Unidos y hasta 2025 (última actualización), solo interrumpió sus funciones por la pandemia de COVID-19 en 2020.